# 黄禧太
黄 禧太（ファン・ヒーテ、朝鮮語: 황희태、1978年6月12日 -）は、大韓民国の柔道家。大韓民国の新安郡出身。階級は100kg級。身長175cm。2015年6月に武道特別採用で警察公務員採用試験に合格し、採用された。

## 人物
長年、強豪として日本人選手の前に立ちはだかる壁であった。しかし、競技ルールが理解できず反則負けになるのが多いことで知られており、2005年世界選手権で泉浩と対戦した際、黄は反則技である立ち姿勢から倒れ込む腕挫腋固を行い反則負けとなった。立った状態での腕挫腋固自体は反則ではないが、立ち姿勢から倒れ込む腕挫腋固は反則である。
2009年、グランドスラム・東京で金メダルを獲得している。この決勝戦の際に一部規制されていた相手の脚を掴んだ小内巻込を行ったことで物議を醸した。これは、柔道の本質の一つであるタイミングの妙を無視して力で相手を押し倒す、相撲やレスリング的な立ち技の掛け方が増えてきたことに伴い、きちんと組んで投げて一本を取る柔道本来の姿に戻すべく国際柔道連盟が2009年に導入した組み手のルール脚掴み技禁止が一部のものだけであるためであった。2013年から相手の脚を掴んだ投技は全面禁止となっている。また、グランドスラム・東京2011の男子100kg級決勝でロシアのセルゲイ・サモイロビッチと対戦した際にはスピード、筋力、スタミナ、技のタイミングなど、ほぼ全てにおいてを圧倒し、開始30秒で技あり同3分半で有効を取ってもなお余裕をもって間断なく攻め立てて防御に徹させ、相手方のノーポイントで指導まで取らせていたが誰もが黄の優勝を確信した残り11秒、組み手争いの最中に肩車を狙ったと思しき形でいきなりサモイロビッチの脚に手をかけ、黄は脚掴みでまたも反則負けとなった。

## 主な戦績
90kg級での戦績
- 2001年 - ロシア大統領杯 団体戦 2位
- 2002年 - 嘉納杯 3位
- 2002年 - ドイツ国際 2位
- 2003年 - 嘉納杯 3位
- 2003年 - ドイツ国際 優勝
- 2003年 - 世界選手権 優勝
- 2004年 - アテネオリンピック 5位
- 2004年 - 韓国国際 優勝
- 2005年 - 韓国国際 優勝
- 2006年 - 嘉納杯 優勝
- 2006年 - フランス国際 優勝
- 2006年 - ワールドカップ団体戦 3位
- 2006年 - アジア大会 優勝
- 2007年 - 世界団体 3位
- 2008年 - 東アジア選手権 2位
- 2008年 - 青島国際 2位

100kg級での戦績
- 2009年 - アジア選手権 2位
- 2009年 - グランドスラム・モスクワ 優勝
- 2009年 - ワールドカップ・ウランバートル 優勝
- 2009年 - ワールドカップ・スウォン 優勝
- 2009年 - グランドスラム・東京 優勝
- 2010年 - ワールドマスターズ 2位
- 2010年 - グランプリ・デュッセルドルフ 5位
- 2010年 - 東アジア選手権 優勝
- 2010年 - グランドスラム・モスクワ 5位
- 2010年 - アジア大会 優勝
- 2011年 - ワールドマスターズ 5位
- 2011年 - グランドスラム・パリ 3位
- 2011年 - アジア選手権 2位
- 2011年 - ワールドカップ・チェジュ 2位
- 2011年 - グランドスラム・東京 2位
- 2011年 - グランプリ・青島 優勝
- 2012年 - グランドスラム・パリ 5位
- 2012年 - グランプリ・デュッセルドルフ 2位
- 2012年 - ロンドンオリンピック 5位
- 2013年 - 東アジア大会 2位